# フランソワ・ビュゾー

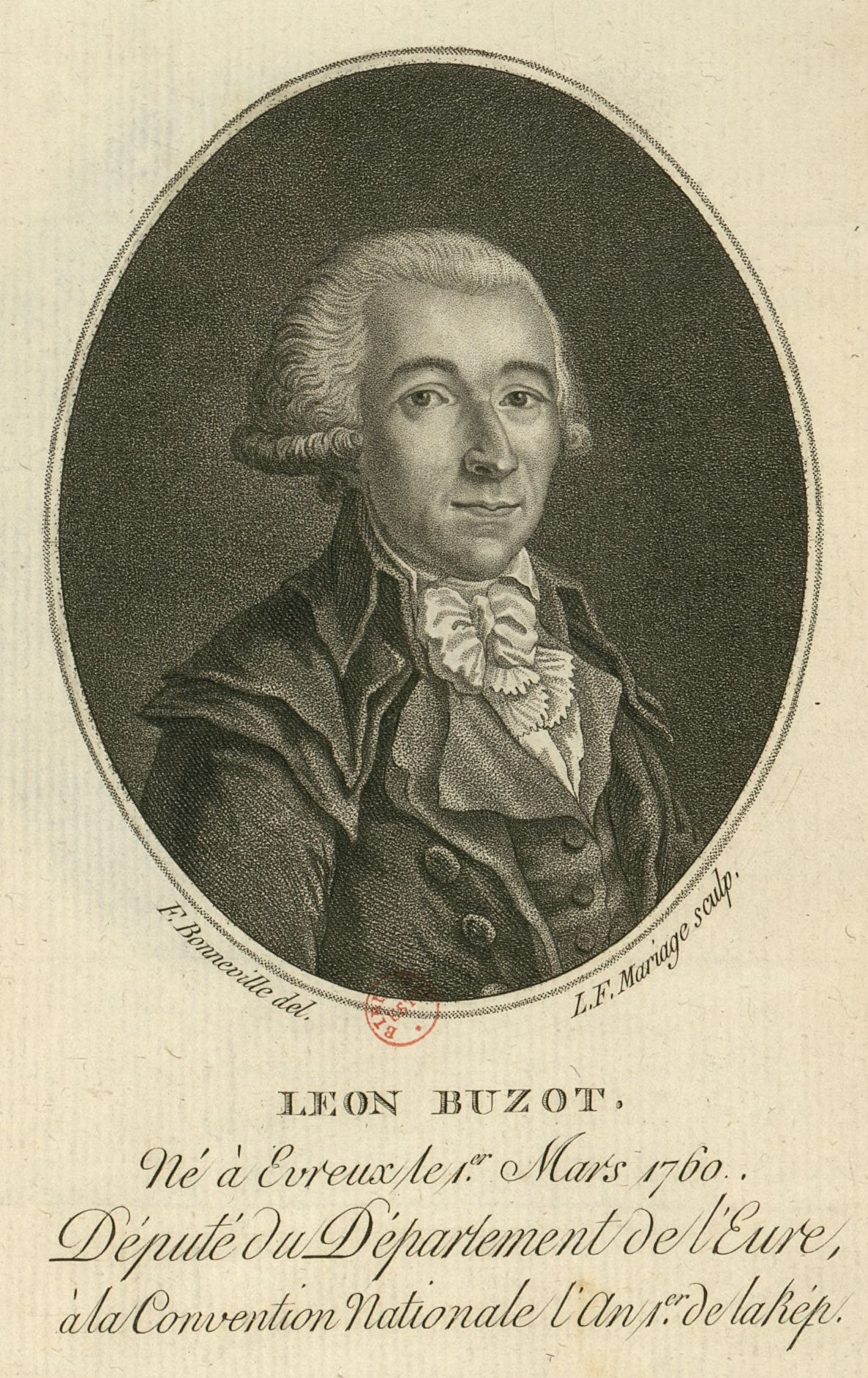
フランソワ・ビュゾー

フランソワ・ニコラ・レオナール・ビュゾー（フランス語: François Nicolas Léonard Buzot, 1760年3月1日 - 1794年6月18日）は、フランス革命期のジロンド派指導者。ロラン夫人の愛人。
ノルマンディー地方のエヴルーで生まれる。後に弁護士となり、三部会にも第三身分として参加。ジャック・ネッケルの財政案に反対し、急進的改革を求めた。
立法議会ではジャコバン派に属し、普通選挙の実施を要求したがこれは却下される。この事がきっかけとなり、1792年にジロンド派の一員となる。だが、ジロンド派の没落により議会を追放され故郷へと逃れ、シャルル・バルバルーらと共に反乱を企てるも失敗に終わり、ジロンド派の同志であったペティヨンと共に服毒自殺を遂げた。